# Weinbau in Missouri
Weinbau in Missouri  bezeichnet den Weinbau im amerikanischen Bundesstaat Missouri. Gemäß US-amerikanischem Gesetz ist jeder Bundesstaat und jedes County eine geschützte Herkunftsbezeichnung und braucht nicht durch das Bureau of Alcohol, Tobacco, Firearms and Explosives als solche anerkannt zu werden.
Aufgrund der frühen Besiedlung und einer Weinbaugeschichte seit dem Jahr 1837 lag Missouri noch Mitte des 19. Jahrhunderts auf Rang eins der wichtigsten Anbaugebiete der Vereinigten Staaten. Bekannte Winzer aus Missouri waren George Hussman (1827–1903) aus Hermann, Isidor Bush (1822–1888) aus St. Louis und Hermann Jaeger aus Neosho. Während der europäischen Reblauskrise arbeiteten diese drei Winzer eng mit dem staatlichen Entomologen Charles Valentine Riley (1843–1895) zusammen. Sie schickten in Missouri gezüchtete, gegen die Reblaus resistente Reben nach Frankreich, wo diese als Unterlage für französische Edelreben verwendet wurden. Insgesamt wurden Reben von zahlreichen verschiedenen amerikanischen Züchtern nach Frankreich eingeführt, doch vor allem die Reben aus Missouri erwiesen sich als besonders für das französische Klima und den dortigen Bodenverhältnisse geeignet. Die Rebzüchter aus Missouri leisteten mit den von ihnen gezüchteten Reben einen wichtigen Beitrag zur Rettung des europäischen Weinbaus.
Wie fast überall kam der Weinbau spätestens durch die Alkoholprohibition zum Erliegen.
80 Weingüter bewirtschaften heute (Stand 2008) die Rebflächen, die über vier Subregionen, die sogenannten American Viticultural Area, verfügt. Mit der Augusta AVA verfügte der Bundesstaat über die erste geschützte Herkunftsbezeichnung der Vereinigten Staaten im Rang einer American Viticultural Area.
Aufgrund der sehr kühlen Winter in Missouri gibt es einen bedeutenden Anteil von französischen Hybridreben sowie autochthonen Abkömmlingen amerikanischer Wildreben. Seit der Selektion geeigneter Edelreben im Jahr 1997 befindet sich der Weinbau in Missouri wieder im Aufwind.